# Єдліче (гміна, Коросненський повіт)
Ґміна Єдліче (пол. Gmina Jedlicze) — колишня (1934—1939 рр.) сільська ґміна Коросненського повіту Львівського воєводства Польської республіки (1918—1939) рр.. Центром ґміни було село Єдличі.

1 серпня 1934 р. було створено ґміну Єдліче в Коросненському повіті. До неї увійшли сільські громади: Борек, Двуґє, Добєшин, Єдличі, Жарновєц, Менцінка, Модерівка, Пйотрувка, Поднєбиле, Полянка, Потік, Свєржова Польська, Турашова, Хлєбна, Ящев.
.